# Antônio de Sousa Neto
Antônio de Sousa Neto (n. Río Grande; 11 de febrero de 1801 — f. Corrientes; 2 de julio de 1866) fue un político y militar brasileño, uno de los personajes más relevantes del estado de Río Grande del Sur. 

## Biografía
Nació en la estancia paterna, en Capão Seco, en el distrito de Povo Novo, de la actual ciudad de Río Grande. Era hijo de José de Sousa Neto, natural de Estreito (São José do Norte) y de Teutônia Bueno, natural de Vacaria. Su bisabuelo, Francisco de Souza Soares, fue oficial de Auxiliares del tercero Auxiliar de Colonia de Sacramento y se casó, en 1791, con Ana Marques de Sousa, en la capilla de la Fortaleza Sao Joao.
Tenía antepasados Bandeirantes de São Paulo. Descendía, por lado materno, del portugués Joao Ramalho que vivía en São Paulo, antes del poblamiento y que se casó con la india Bartira (Isabel) hija del cacique Tibiriçá. También por el lado materno, descendía del capitán paulista Amador Bueno da Veiga. 
Participó en la reunión que decidió el inicio de la Revolución Farroupilha el 18 de septiembre de 1835, en la "Logia Masónica Filantropía y Libertad". Es reconocido por su arduo trabajo en esta confrontación que duró casi diez años (de 1835 a 1845), como el segundo mayor líder revolucionario.
Era general de la primera brigada del ejército liberal republicano. Después de la Batalla del Ceibal, proclamó la República Río-Grandense, en el Campo de Menezes el 11 de septiembre de 1836. Luchó en diversas batallas por los republicanos, dirigiendo el sitio de Porto Alegre, durante varios meses, y reconquistando Río Pardo, que estaba en manos imperiales.
Abolicionista convencido, fue a vivir a Uruguay después de la guerra, con los negros que lo acompañaban libremente, y continuó criando ganado. Fue requerido, junto a su ejército personal, en 1864 para luchar en el asedio de Paysandú y luego en la Guerra del Paraguay. En batalla de Tuyuti, fue herido de bala y enviado a un hospital en Corrientes, Argentina, donde falleció.
- Datos: Q612105
- Multimedia: Antônio de Sousa Neto / Q612105